# Distretto regionale di Okanagan-Similkameen
Il distretto regionale di Okanagan-Similkameen (RDOS) è un distretto regionale della Columbia Britannica, Canada di 79 475 abitanti, che ha come capoluogo Penticton.

## Comunità
- Città e comuni
  - Keremeos
  - Oliver
  - Osoyoos
  - Peachland
  - Penticton
  - Princeton
  - Summerland
- Aree esterne ai comuni
  - Okanagan-Similkameen A
  - Okanagan-Similkameen B
  - Okanagan-Similkameen C
  - Okanagan-Similkameen D
  - Okanagan-Similkameen E
  - Okanagan-Similkameen F
  - Okanagan-Similkameen G
  - Okanagan-Similkameen H